# Fredrik Åkesson
Karl Fredrik Henry Åkesson este un chitarist heavy metal suedez. În prezent el este membru al formației Opeth. De asemenea este actv în Krux, Monsters of Metal și Talisman. În trecut a mai făcut parte din formația Arch Enemy.

## Discografie

### CuOpeth
- Watershed (2008)
- In Live Concert at the Royal Albert Hall (2010)
- Heritage (2011)

### CuKrux
- He Who Sleeps Amongst The Stars (2011)
- II (2006)
- Live (DVD) (2003)
- Krux (2003)

### CuArch Enemy
- Live Apocalypse (DVD, 2006)

### CuTiamat
- Church of Tiamat (DVD, 2005)

### CuJohn Norum
- Optimus  (2005)

### Cu Sabbtail
- Night Church (2004)

### CuTalisman
- 7 - 2006
- Five Men Live - 2005
- Cats and Dogs - 2003
- BESTerious (Compilation) - 1996
- Best of... (Compilation, different from above) - 1996
- Life - 1995
- Five out of Five (Live in Japan) - 1994
- Humanimal - 1994
- Humanimal Part II - 1994
- Genesis - 1993

### Single-uri și promo-uri cuTalisman
- Frozen (CD Single) (1995)
- All + All (CD Single) (1994)
- Todo y Todo (CD Single) (All + All Latin American market release under nickname Genaro) (1994)
- Colour My XTC (CD Single) (1994)
- Doing Time With My Baby (CD Single) (1994)
- Time after Time (CD Single) (1993)
- Mysterious (This Time is Serious) (CD Single) (1993)

### Cu Human Clay
- Closing the Book on Human Clay (2003)
- Human Clay (1996)

### Cu Southpaw
- SouthPaw (1998)

### Cu Clockwise
- Naïve (1998)